# Éclaires
Éclaires é uma comuna francesa na região administrativa de Grande Leste, no departamento de Marne. Estende-se por uma área de 10,96 km². Em 2010 a comuna tinha 99 habitantes (densidade: 9 hab./km²).